# クレメンス7世 (ローマ教皇)
クレメンス7世（Clemens VII, 1478年5月26日 - 1534年9月25日）は、ローマ教皇（在位：1523年 - 1534年）。メディチ家の出身で、本名はジュリオ・デ・メディチ（Giulio de' Medici）。パッツィ家の陰謀で殺害されたジュリアーノ・デ・メディチの遺児であり、母はフィオレッタ・ゴリーニ。2代前のレオ10世の従弟に当たる。ヘンリー8世と、彼の離婚問題を承認したケンブリッジ大学教授（後にカンタベリー大司教になる）のトマス・クランマーを破門した。

## 略歴
教皇レオ10世の下で枢機卿として有能な手腕を発揮していたが、教皇に即位した後は不安定な国際情勢に翻弄され、ローマ略奪の惨事を招く。宗教改革という事態に対しても何ら有効な手を打てず、メディチ家の権益擁護に終始した。
芸術・文化のパトロンという面では、枢機卿時代にラファエロを引き立て、1520年に政敵であるマキャヴェッリに『フィレンツェ史』の執筆依頼をしている。後には天文学者コペルニクスの研究も支援した。晩年にはフィレンツェからミケランジェロを呼び寄せ、システィーナ礼拝堂の壁画の作成を依頼する（ミケランジェロは気が進まず、実際に「最後の審判」を手掛けたのはクレメンス7世死後の1536年から1541年である）。
在世中はルネサンス期のイタリアを巡ってフランスとハプスブルク家との戦闘が続き（イタリア戦争）、マルティン・ルターによる宗教改革運動もあって、不安定な状況であった。1527年、フランス国王フランソワ1世と同盟を結んだ教皇への報復として、神聖ローマ皇帝兼スペイン国王カール5世の軍が教皇領ローマに侵攻し、クレメンス7世自身はサンタンジェロ城に逃れたが、市内では殺戮、破壊、略奪、強姦等の惨劇が繰り広げられた（サッコ・ディ・ローマ、ローマ劫掠）。他の都市へ逃れる市民も多く、ルネサンスの中心であったローマは見る影もなく荒廃した。クレメンス7世が優柔不断だった面もあるが、むしろイタリア戦争、宗教改革、オスマン帝国によるヨーロッパへの圧力と、イタリアとヨーロッパにとり分裂、混乱を重ねる時代で、カトリック教会史でも過酷な時期ゆえ、教皇個人の資質のみを責めるのは酷といえる。
クレメンス7世はカール5世と和解し、カール5世に皇帝の戴冠をボローニャで行う（戴冠式は本来ローマのヴァチカン宮殿で行われるが、ローマ略奪により都が復旧していなかったことによる）。これ以後もイタリアを巡ってフランスとハプスブルク家の戦闘は続くものの、後者の優位がほぼ確定する。
なお、この間にメディチ家のアレッサンドロ（クレメンス7世の庶子）は教皇の後見のもとでフィレンツェを統治していた。1527年、ローマ略奪の報が伝わると一時追放されるが、1530年にカール5世の支援により復帰、1532年にはフィレンツェ公に叙され、メディチ家は名実ともにフィレンツェの君主となった。
晩年の1533年には、遠縁のカテリーナ・デ・メディチとフランス王子アンリ（のちのアンリ2世）の結婚式に出席する。離婚問題で紛糾していたイングランド国王ヘンリー8世とは対立を深めたが、その1年後の1534年9月25日に死去した。死因は猛毒キノコのタマゴテングタケを誤って食べたことによる中毒死と伝わる。時代の激しい荒波にもまれた「悲劇の教皇」であった。